# كلير دالي
كلير دالي (بالإنجليزية: Claire Daly)‏ هي عازفة ساكسفون وعازفة الجاز أمريكية، ولدت في 26 فبراير 1959.

## وصلات خارجية
- كلير دالي على موقع ميوزك برينز (الإنجليزية)
- كلير دالي على موقع أول ميوزيك (الإنجليزية)
- كلير دالي على موقع ديسكوغز (الإنجليزية)